# اس‌تی‌اس-۴
اس‌تی‌اس-۴ چهارمین مأموریت شاتل فضایی متعلق به ناسا بود که توسط شاتل کلمبیا انجام شد. این پرواز در ۲۷ جون ۱۹۸۲ پرتاب و در ۴ ژوئیه به زمین نشست. اس‌تی‌اس-۴ چهارمین پرتاب شاتل بود که چهارمین پرتاب فضاپیمای کلمبیا نیز محسوب می‌شد.

## خدمه پروازی
| رده     | فضانورد               | فضانورد               |
| ------- | --------------------- | --------------------- |
| فرمانده | کن ماتینگلی (فضانورد) | کن ماتینگلی (فضانورد) |
| خلبان   | هنری و. هارتسفیلد     | هنری و. هارتسفیلد     |

### خدمه پشتیبان
از پرواز اس‌تی‌اس-۴ ناسا مسئله خدمه پروازی پشتیبانی شامل تمرین و پشتیبانی کامل را کنار گذاشت. به جای آن، خدمه پروازی به صورت فردی آماده بودند تا در صورت نیاز به جای فرد خارج شده از مأموریت قرار گیرند. در نتیجه آخرین پروازی با خدمه کامل پروازی پشتیبانی صورت گرفت اس‌تی‌اس-۳ بود.
| رده     | فضانورد      | فضانورد      |
| ------- | ------------ | ------------ |
| فرمانده | جو انگل      | جو انگل      |
| خلبان   | ریچراد ترولی | ریچراد ترولی |

## پارامترهای مأموریت
- جرم:
  - هنگام پرتاب مدارگرد: ۱۰۹٬۶۱۶ کیلوگرم (۲۴۱٬۶۶۲ پوند)
  - هنگام فرود مدارگرد :۹۴٬۷۷۴ کیلوگرم (۲۰۸٬۹۴۱ پوند)
  - ظرفیت ترابری دی‌اف‌آی: ۱۱٬۱۰۹ کیلوگرم (۲۴٬۴۹۱ پوند)
- حضیض : (۲۹۵ کیلومتر (۱۸۳ مایل)
- اوج : ۳۰۲ کیلومتر (۱۸۸ مایل)
- زاویهٔ شیب مدار:ل : ۲۸.۵ درجه
- دوره تناوبی : ۹۰.۳ دقیقه

## نکات برجسته مأموریت

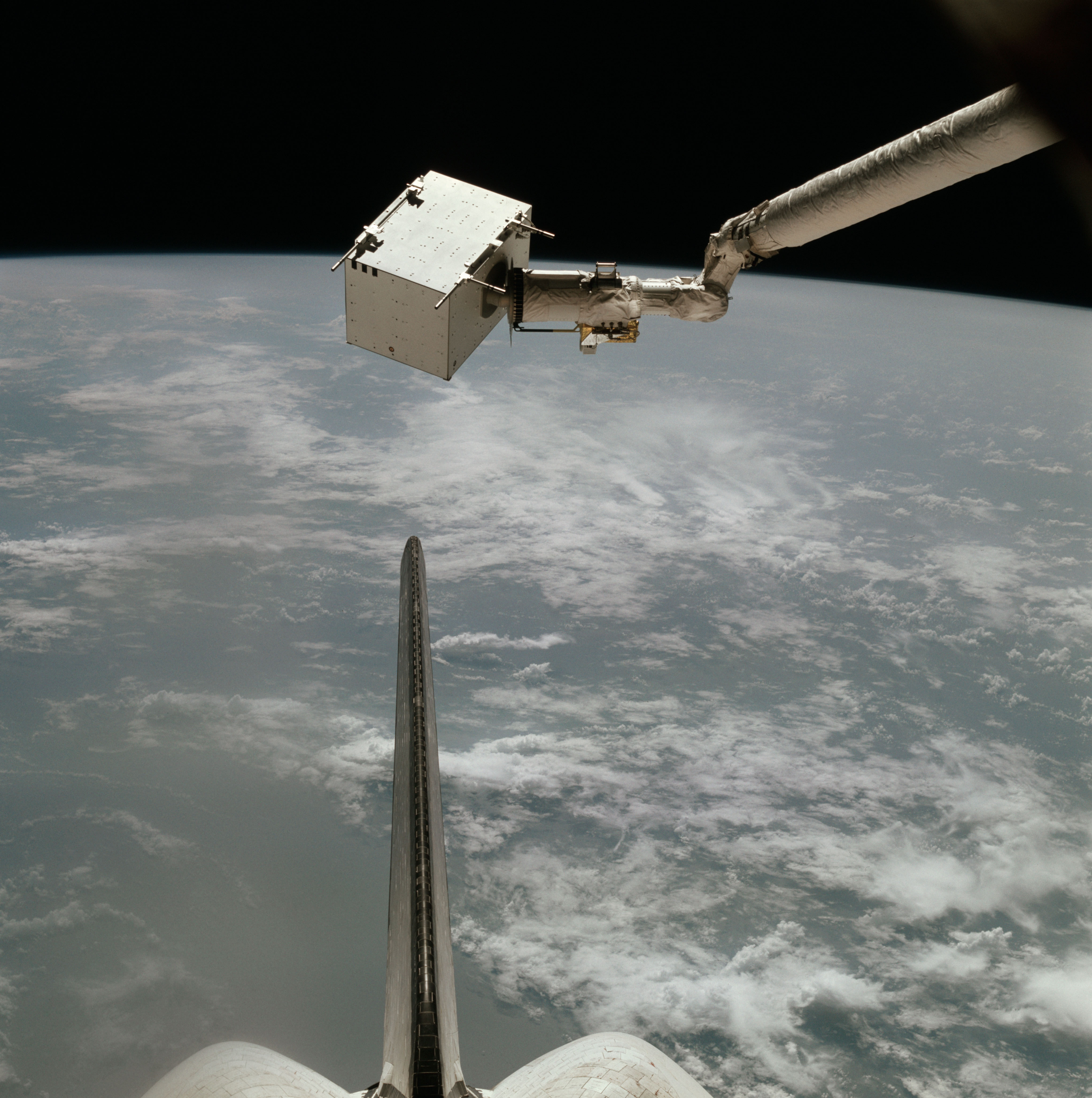
نظاره‌گر آلودگی محیط توسط آرام‌اس کشیده می‌شود

اس‌تی‌اس-۴ از پایگاه فضایی کندی در ۲۷ جون ۱۹۸۲ در ساعت ۱۱:۰۰ به فضا پرتاب شد. فرمانده شاتل کوین متینگلی و خلبان هنری و. هارتسفیلد بودند. این مأموریت به عنوان اولین پرواز شال بود که دقیقاً در سر زمان تعیین شده پرتاب شد، همچنین آخرین پروازی بود که به منظور تحقیق و توسعه این برنامه،شاتل فضایی، بود.
محمولهٔ بار اس‌تی‌اس-۴ اولین بار درگاه خاص که شامل ۹ آزمایش تهیه شده از سوی دانش‌آموزان از دانشگاه ایالتی یوتا بود. از طرفی وی محموله‌ایی طبقه‌بندی شده مربوط به نیروی هوایی ایلات متحده که دو سامانه تشخصی موشک بود، را نیز به همراه داشت. (یک مرکز کنترل مأموریت در سانیویل، کالیفرنیا بر این مأموریت نظارت داشت. متینگلی نیروی وظیفه نیروی دریایی بود که بعدها این مرسوله را توصیف نمود: دو حسگر کشف پرتاب موشک). این محموله نتواست عملیاتی شود.
کلمبیا در ۴ ژوئیه ۱۹۸۲ در ساعت ۰۹:۰۹ به زمین نشست. باند فرود، دارای طول ۱۵۰۰۰ فوت(۴،۶۰۰ متری) و ساخته شده از بتن بود. این اولین فرود شاتل بر روی باند بتنی بود. رییس‌جمهور ایالات متحده آمریکا، رونالد ریگان به همراه همسرش برای خوش‌آمد گویی در محل فرود حاضر بودند.
این پرواز ۷ روز و ۱ک ساعت و ۹ دقیقه و ۳۱ ثانیه به طول انجامید و مسافتی بیش از ۴،۷۰۰،۰۰۰ کیلومتر (۲،۹۰۰،۰۰۰ مایل) را در مدارد زمین طی کرده بود. این مأموریت تمام اهدافش را، به جز بخش مربوط به نیروی هوایی، با موفقیت انجام داد. ولی دو موشک فضاردهنده سوخت‌جامد در زمان سقوط گم شده بود. دلیل این کار عدم بازشدن چتر نجات آن‌ها در هنگام سقوط بود که باعث شده با با شدت با سطح اقیانوس برخورد کرده و در غرق گردد. کلمبیا در ۱۵ ژوئیه به مرکز فضایی کندی منتقل شد.

## نشان مأموریت
مسیری از خطوط آبی، قرمز و سفید نشان دهنده شماره پرواز (عدد ۴) است.

## زنگ بیدارباش
ناسا که از برنامه جمینی شروع به پخش آهنگ‌های قدیمی در طول پرواز می‌کرد تا فضانوردان را در طول پرواز آپولو ۱۵ را بیدار کند
هر تک-آهنگ به‌طور مخصوصی انتخاب شده بود، این انتخاب غالباً توسط فضانوردان انجام شده بود و معمولاً معنی خاصی برای خدمه داشت.
| روز نخست  | آهنگ                                                                  | خواننده/ترانه‌سرا          |
| --------- | --------------------------------------------------------------------- | ------------------------- |
| روز دوم   | "بالا، بالا و دور"                                                    | پنجمین بعد                |
| روز سوم   | "آن ببر را نگهدار"                                                    | گروه موسیقی دانشگاه آوبرن |
| روز چهارم | نوار ضبط شده برای هنک هارتسفیلد برای سالگرد ازدواجش                   |                           |
| روز پنجم  | "زمینه ارابه آتش"                                                     |                           |
| روز ششم   | دلتا تائو دلتا آهنگ برادری (متیتگلی)، دلتا چی آهنگ برادری (هارتسفیلد) |                           |
| روز هفتم  | "این کشور من است"                                                     |                           |

## پیوند
- اس‌تی‌اس-۴ مأموریت شاتل
- اس‌تی‌اس-۴ جزئیات مأموریت
- اس‌تی‌اس-۴ نکات برجسته ویدویی